# ديك كننغهام
ديك كننغهام (بالإنجليزية: Dick Cunningham)‏ مواليد 11 يوليو 1946 في كانتون، هو لاعب كرة سلة أمريكي سابق. بدأ مسيرته الاحترافية في سنة 1968. تم اختياره من قبل فريق فينيكس صنز خلال الدرافت. يبلغ طوله 6 قدم 10 بوصة (2.1 م). اعتزل اللعب في 1975. فاز بلقب دوري إن بي إيه.

## المسيرة الاحترافية
لعب مع ميلووكي باكز من سنة 1968 إلى 1971، ثم لعب مع هيوستن روكتس في موسم 1971–1972، ثم لعب مع ميلووكي باكز من سنة 1972 إلى 1975.

## روابط خارجية
- ديك كننغهام على موقع إن بي أي (الإنجليزية)
- ديك كننغهام على موقع سبورتس رفرنس (الإنجليزية)
- ديك كننغهام على موقع كلية كرة السلة في سبورتس رفرنس.كوم (الإنجليزية)
- ديك كننغهام على موقع ريلجم (الإنجليزية)
- ديك كننغهام على موقع بروبوليرز (الإنجليزية)